# Hiice, Jovkva
Hiice (în ucraineană Гійче) este o comună în raionul Jovkva, regiunea Liov, Ucraina, formată numai din satul de reședință.

## Demografie
Componența lingvistică a comunei Hiice
     Ucraineană (99,91%)
     Alte limbi (0,09%)
Conform recensământului din 2001, majoritatea populației comunei Hiice era vorbitoare de ucraineană (99,91%), existând în minoritate și vorbitori de alte limbi.